# Zachaeus birulae
Zachaeus birulae is een hooiwagen uit de familie echte hooiwagens (Phalangiidae).